# Pilotwings (jogo eletrônico)
Pilotwings (パイロットウイングス, Pairottouingusu) é um jogo eletrônico de simulação de voo desenvolvido pela Nintendo Entertainment Analysis & Development e publicado pela Nintendo. Foi lançado exclusivamente para Super Nintendo Entertainment System em dezembro de 1990 e em agosto do ano seguinte na América do Norte como um dos títulos de lançamento do console.
Em Pilotwings, o player tem como objetivo obter licenças de piloto por meio de aulas de vôo de biplano, asa delta, paraquedismo e jet pack. Fases bônus envolvendo um helicóptero de ataque também estão disponíveis. Cada evento oferece controles e mecânicas de jogo exclusivos. Para aumentar o realismo da simulação de vôo do jogo, os desenvolvedores utilizaram extensivamente o recurso Modo 7 do SNES, que imita gráficos 3D girando e dimensionando objetos planos.
O jogo foi bem recebido em seu lançamento, em grande parte graças à sua apresentação gráfica. O jogo foi relançado no serviço Virtual Console para os consoles Wii e Wii U nas regiões PAL, América do Norte e Japão, bem como para o Novo Nintendo 3DS na América do Norte. Uma sequência, Pilotwings 64, foi lançada para o Nintendo 64 em 1996. Após muitos anos de anúncios e cancelamentos, a Nintendo lançou uma segunda sequência, Pilotwings Resort, em 2011 para o portátil Nintendo 3DS.